# カワサキ・Z400
Z400（ゼットよんひゃく）とは川崎重工業モーターサイクル&エンジンカンパニーが製造販売しているオートバイの車種である。2018年にイタリアのミラノで開催された ミラノモーターサイクルショーで発表された。2019年に30年ぶりに名前が復活した。

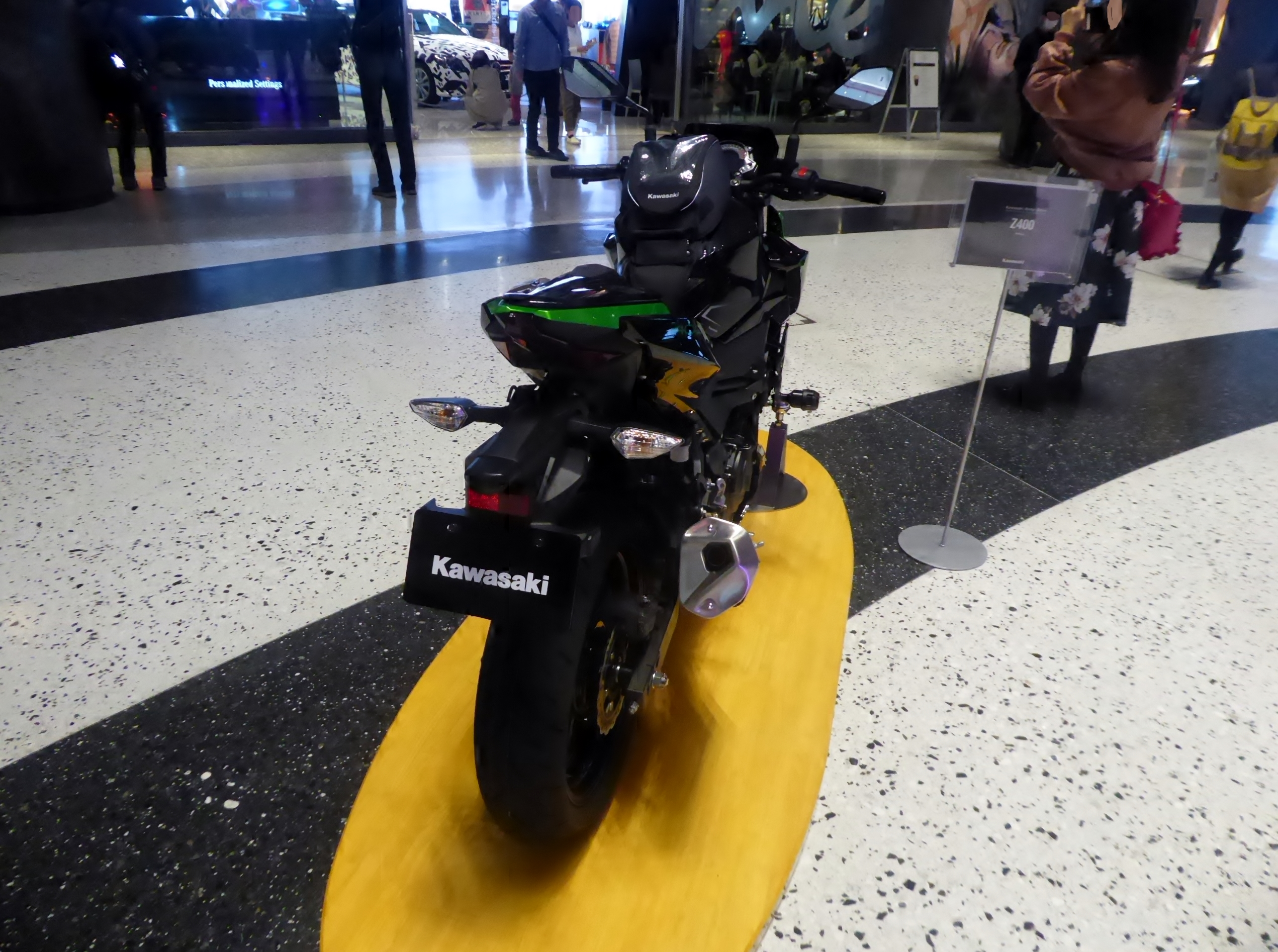
リア